# Вольф, Ханнес (тренер)
Ханнес Вольф (нем. Hannes Wolf; родился 15 апреля 1981 года, Бохум, ФРГ) — немецкий футболист; тренер.

## Карьера тренера
Сначала пробовал себя как нападающий, даже пробившись во второй состав клуба «Нюрнберг», но в 2005 году решил стать играющим тренером в двух клубах из низших лиг Германии. Первый опыт профессиональной тренерской работы Вольф получил в 2010 году, когда стал тренером юношеской команды дортмундcкой «Боруссии» до 19 лет. В 2011 недолго тренировал дубль «шмелей», прежде чем вернуться к юношеской команде дортмундcкой «Боруссии» до 17 лет и сделать её чемпионами Германии. В 2015 году Вольф во второй раз в карьере возглавил команду юношей до 19 лет и в 2016 году привёл её к чемпионскому титулу.
21 сентября 2016 года Вольф был представлен в качестве главного тренера клуба «Штутгарт». В своём первом сезоне Вольф вывел «Штутгарт» в Первую Бундеслигу. В конце сезона Ханнес Вольф продлил контракт с клубом до 2019 года. 28 января 2018 года уволен со своего поста.
23 октября 2018 Вольф сменил Кристиана Титца на посту главного тренера «Гамбурга», заключив контракт на два года.

## Достижения
«Штутгарт»
- Победитель Второй Бундеслиги 2016/17